# Edreams
eDreams  —  онлайн туристическое агентство, предлагающее авиабилеты, отели, турпакеты, железнодорожные билеты  и аренду автомобилей.

## Услуги
Компания работает в 31 стране по всему миру (Испания, Италия, Франция, Португалия, Германия, Великобритания, Австралия, Бразилия, Канада, Чили, Индия, Перу, Швейцарии, США, Мексика, Венесуэла, Аргентина, Колумбия, Турция, Египет, Объединенные Арабские Эмираты, Филиппины , Гонконг, Индонезия, Марокко, Новая Зеландия, Сингапур, Южная Африка, Таиланд, Греция, Нидерланды и на глобальном рынке на английском языке).
Компания осуществляет свою деятельность через глобальные системы бронирования (ГДС), такие как Amadeus, Galileo, Sabre и Worldspan, где происходит сравнение, фильтрация, и перепродажа. Сотрудничает с более чем 100 авиакомпаниями по 60,000 различным маршрутам, а также с более 250,000 отелей по всему миру в 40,000 направлений.

## История
Компания была основана Хавьером Переса-Тенесса де Блок в 2000 году, при поддержке европейских и американских финансовых групп, таких как DCM-Doll Capital Management, Apax Partners, Atlas Venture и 3i Group, среди других. Тим Стефанини присоединился вскоре после того, как компания была основана в качестве вице-президента по инженерии, и он разработал большую часть основной технологии, используемой в первых публично запущенных сайтах. В 2000 году, компания создала свою штаб-квартиру в Барселоне, Испания, и вышла на испанский и итальянский рынки, став первым онлайн-трэвел агентством, предлагая свои услуги в Испании.
В октябре 2006 года американская частная инвестиционная компания, TA Associates, приобрела eDreams за 153 миллионов евро, будучи первой Финансируемым Выкупом компанией (ЛБО) для интернет-компании в Южной Европе, и в то же время, крупнейшей на сегодняшний день . В июле 2010 года Европейская венчурная фирма Permira вкладывает средаства в eDreams и становится мажоритарным акционером компании, и в июне 2011 года компания eDreams ODIGEO была образована в результате слияния с Go Voyages и приобретением Opodo и Travellink, став крупнейшим онлайн-трэвел агентством в Европе, и 5-й по величине в мире.
В сентябре 2013 года, компания eDreams ODIGEO приобрела мета-поисковую систему Liligo для путешественников.

## Доход и экспансия
eDreams зарабатывает за счет продажи своих туристических продуктов и рекламы. В 2011 году валовые продажи всей группы ODIGEO составили 3,9 млрд. евро, с более чем 14 миллионом клиентов по всему миру.
В 2012 году компания продолжила свой план по интернационализации и вышла на 10 новых рынков: Египет, Гонконг, Индонезия, Марокко, Новая Зеландия, Сингапур, Южная Африка и Таиланд . В этом же году, валовые продажи всей группы ODIGEO составили 4150 млн евро.

## Награды
С момента своего основания, eDreams завоевала следующие награды: eAwards "Лучший международный сайт 2013" , Premios Emprendedores "Рекомендуемые компании 2012", Premios Imán de comercio electrónico "Специальные интерактивные форматы 2008" и Premio iBest "Лучший сайт испанского туризма и путешествий 2001".
eDreams была финалистом в 2013 eCommerce Награды Испании в категории "Лучший испанский интернет-магазин". В 2012 году компания стала финалистом в следующих номанациях премий: #IABInspirational в категории "Цифровой рекламодатель года», eCommerce Награда в категории "Лучшая платформа для путешествий и туризма", Premios de Internet в категории "Лучшая компания", и на European Business Awards в категории "Лучшая компания".